# Оттобойрен
О́ттобойрен (нем. Ottobeuren) — община в Германии, в земле Бавария.
Подчиняется административному округу Швабия. Входит в состав района Нижний Алльгой. Население составляет 7935 человек (на 31 декабря 2010 года). Занимает площадь 55,85 км².

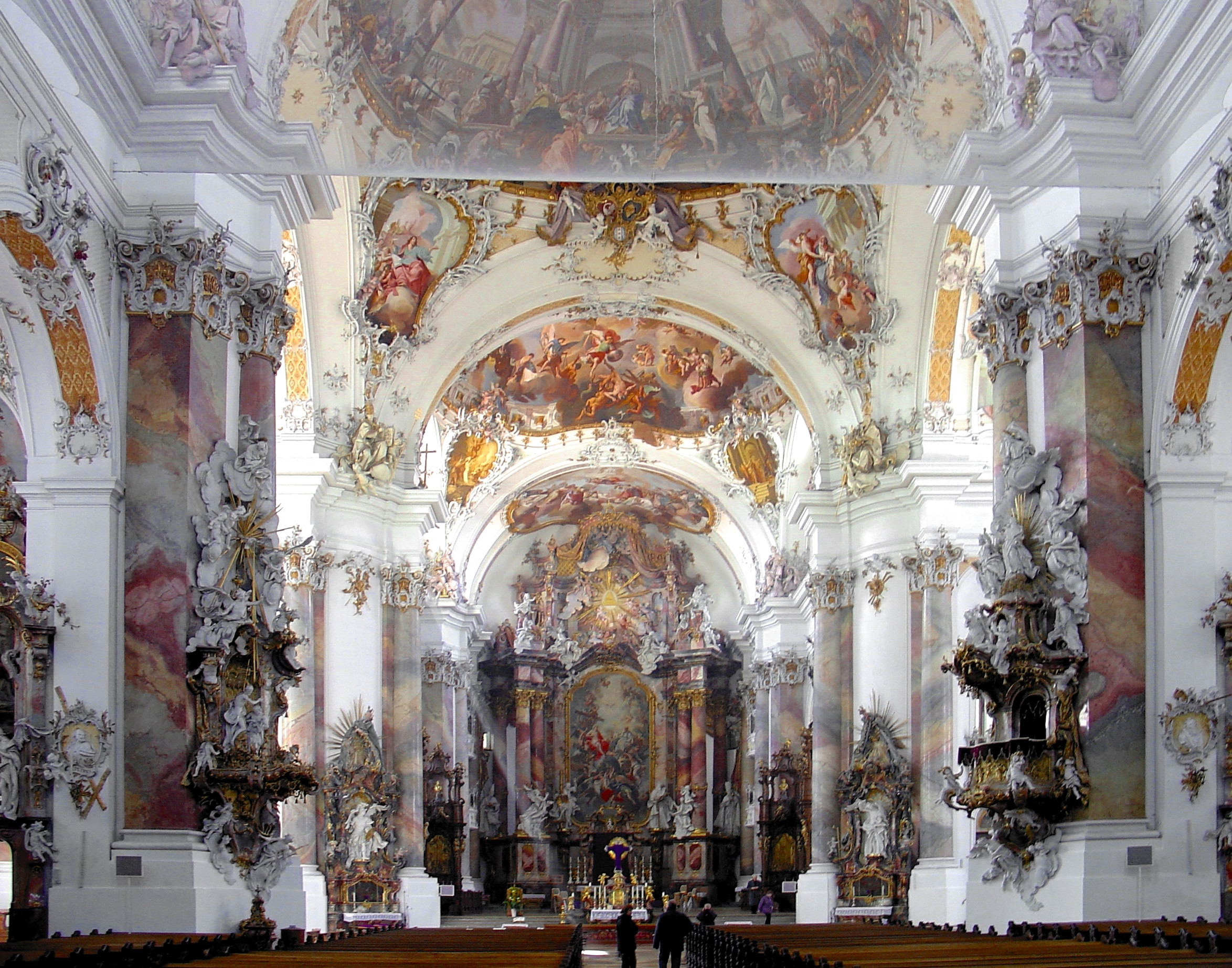
Интерьер оттобойренской церкви